# K-Maro
Сири́л Кама́р (фр. Cyril Kamar, араб. سيريل قمر‎), наиболее известный как K-Maro (Ка-Маро́, род. 31 января 1980, Бейрут, Ливан) — канадский певец и музыкальный продюсер ливанского происхождения.

## Творчество
Свою первую группу — франкоязычный хип-хоп-дуэт «Les messagers du son» — Сирилл Камар вместе со своим другом Адилой Таксаита основал в 13 лет. Команда достаточно быстро завоевала популярность в Квебеке: несколько синглов стали хитами в местных радиочартах, что позволило выпустить два альбома: «Les messagers du sonin» — в 1997 году и «Il faudrait leur dire» — в 1999-м.
Впоследствии «Les messagers du sonin» завоевали ряд общеканадских наград, таких как «Лучшее живое шоу в Монреале (1998 год)», «Лучший хип-хоп трек (1999 год)», и др. Однако, несмотря на определённый успех, в 2001 году коллектив распался.
После распада группы Сирилл начинает сольную карьеру. Вскоре он стал известен в Монреале как «Master live-show» (Мастер «живых» выступлений). Как раз в этот период Сирилл Камар берёт себе сценический псевдоним Ка-Маро (K.Maro или K-Maro) и достаточно быстро становится успешным именно как сольный артист.
Его песни стали своеобразным сплавом не только рэпа, хип-хопа, и R’n’B, но и поп-мотивов, в сочетании с французской и английской лирикой, а иногда и арабского языка, однако языковой основой текстов его песен является так называемый «френглиш» — гибрид французского и английского языков, к которому K-Maro пристрастился, проживая в Монреале.
Свой дебютный сольный альбом «I am a l’ancienne» он выпустил в 2002 году, однако его релиз остался почти незамеченным и критиками, и слушателями. Первым сольным синглом K-Maro стала выпущенная в 2002 году песня «Symphonie pour un dingue», и клип на неё, однако значимого успеха этот трек не достиг. Далее, в этом же году, последовал ещё один сингл и клип — «Le clan chill», однако и он остался почти незамеченным.
В 2003 году сингл «On est la», повторивший судьбу предыдущего сингла. Второй, несравненно более успешный сольный альбом — «La good life» K-Maro выпустил в середине 2004 года, одновременно с этим выпустив ещё и 3 сингла, среди которых — принесший K-Maro первый успех на международном уровне сингл «Femme like u», выпущенный в свет в 2004 году, и снятый на эту песню клип. Альбом добился внушительного успеха: более 300 тысяч копий диска «La good life» разошлись по Франции меньше, чем за год, а в Германии, Швейцарии, Бельгии и Финляндии пластинка заработала «золотой статус».
На волне этого успеха K-Maro выпускает ещё один сингл — «Crazy», и снимает клип на эту песню.
В конце 2005 года он выпускает третий студийный альбом — «Million dollar boy», первый сингл с которого — «Histories de luv», а также клип на эту песню, стал второй «визитной карточкой» певца, наряду с хитом «Femme like u». Тогда же K-Maro снимает клип на песню «Sous l’oeil de l’ange» («Под взглядом ангела»), параллельно сняв клип на англофранцузскую версию этой же песни — «Qu’est ce que ca te fout». Считается, что сингл «Под взглядом ангела», K-Maro посвятил своей семье: дочери и жене.
Последним, вышедшим в 2005 году, синглом K.Maro стал трек и клип «Les freres existent encore», который успеха синглов «Crazy», «Histories de luv», «Sous l’oeil de l’ange» повторить не смог.
2006 год стал самым плодотворным в карьере K-Maro: артист выпустил сразу 3 сингла — «Les freres existent encore», «Gangsta party», и «Let’s go», записал свой первый альбом ремиксов — «Platinium remixes», и снял клип на получивший заметную популярность в Европе, сингл «Let’s go» и на песню «Gangsta party».
В 2008 году K-Maro выпускает ещё два сингла и снимает в дальнейшем клипы на каждую из песен — «Out in the streets», и «Take you away», а 24 октября 2008 года артист выпускает четвёртый студийный альбом — «Perfect stranger», он же становится первым полностью англоязычным альбомом K-Maro.
2009 год остался в истории творчества K-Maro как год выпуска ещё двух синглов и клипов «Elektric» и «Music».
Пятый и последний студийный альбом K-Maro «01.10», релиз которого, первоначально, планировался на январь 2010 года, однако, был перенесён, вышел в свет 27 апреля 2010 года.

## Бизнес
В результате успешной концертной деятельности в городах Канады, США, и Европы, принесшей достаточно денег, K-Maro создаёт собственный лейбл — «K.Pone Inc.», продюсерскую компанию «K.Pone Incorporated Music Group», линию одежды и аксессуаров «Balbec» (Балбек), сеть ресторанов «Пантера» и агентство недвижимости.
Его звукозаписывающая студия «K.Pone Inc.» заключила контракт со многими артистами, среди которых: Shy’m (реальное имя Tamara Marthe), Imposs (настоящее имя S. Rimsky Salgado), Ale Dee (или Alexandre Duhaime) и Vai (настоящее имя Adil Takhssait).

## Благотворительность
Помимо бизнеса и творчества активно занимается благотворительной деятельностью, жертвуя крупные суммы денег пострадавшим в различных катастрофах, конфликтах, и просто тем, кто попал в беду и нуждается в безотлагательной материальной помощи. Кроме этого, является основателем собственного фонда помощи детям.

## Дискография
1. I Am A L’ancienne (2002)
2. La Good Life (2004)
3. Million Dollar Boy (2005)
4. Perfect Stranger (2008)
5. 01.10 (2010)

## Синглы
2000 год (в составе «Les messagers du son»):
- Back to downtown Beirut

2001 год (в составе «Les messagers du son»):
- Fresh

2002 год:
- Symphonie pour un dingue
- Le clan chill

2003 год:
- On est là

2004 год:
- Femme like u
- Crazy

2005 год:
- Sous l’œil de l’ange
- Qu’est-ce que ça te fout
- Histoires de luv

2006 год:
- Les frères existent encore
- Gangsta party
- Let’s go

2008 год:
- Out in the streets
- Take you away

2009 год:
- Elektric
- Music

## Видеоклипы
- 2002 — Symphonie pour un dingue
- 2002 — Le clan chill (Feat. Corneille)
- 2004 — Femme like u
- 2004 — Crazy
- 2005 — Histoires de luv
- 2005 — Sous l’œil de l’ange
- 2005 — Qu’est-ce que ça te fout
- 2005 — Les frères existent encore
- 2006 — Gangsta party
- 2006 — Let’s go
- 2008 — Out in the streets
- 2008 — Take you away
- 2009 — Music
- 2009 — Elektric